# Ђерђ Молнар
Ђерђ Молнар (мађ. Molnár György, Будимпешта, 12. фебруар 1901 — Будимпешта, 25. јануар 1977), био је мађарски фудбалер, репрезентативац. Каријеру је започео у Мађарској пре него што ју је завршио у америчкој фудбалској лиги.

## Каријера
Молнар је каријеру започео у МТК Хунгариа ФК у Мађарској првој лиги. Године 1927. преселио се у Сједињене Државе где је потписао уговор са њујоршким џајантсима из Америчке фудбалске лиге. Провео је само једну сезону у Њујорку пре него што је прешао у Бруклин Хакоа за јесењу сезону 1929. Након те сезоне, Молнар је прешао у Бруклин вондерерсе где је завршио каријеру.

## Репрезентација
Молнар је играо на двадесет и седам утакмица у Мађарској репрезентацији, постигавши једанаест голова.